# Dead by Daylight
Dead by Daylight är ett online asymmetriskt multiplayer survival horror videospel som utvecklats och publicerats av den kanadensiska studion Behaviour Interactive. Det är ett 1 vs 4-spel där en spelare tar rollen som en mördare (killer) och de andra fyra spelar som överlevare (survivors) som mördaren måste jaga och hänga upp på köttkrokar för att blidka en illvillig kraft som kallas the Entity. Samtidigt måste överlevarna undvika att bli fångade och ge ström till två stora portar genom att arbeta tillsammans för att fixa fem generatorer för att kunna fly. Spelet har haft crossover med många olika skräckfilmer, tv-serier och videospel och anime-serier.
Spelet släpptes till bland annat Windows, PlayStation 4 och Xbox One, Nintendo Switch 2019; Android, iOS, PlayStation 5, och Xbox Series X/S  och Steam Deck. Den svenska studion Starbreeze Studios publicerade spelet på uppdrag av Behaviour från 2016 till 2018 då Behaviour bestämde sig för att köpa in utgivningsrättigheterna. Spelet kördes på spelmotorn Unreal Engine 4 från 2016 till 2024, då det uppgraderades till Unreal Engine 5.
Dead by Daylight fick blandade recensioner när det släpptes, men blev en kommersiell succé; det har sedan dess lockat mer än 60 miljoner spelare världen över och förbättrat sina betyg. År 2023 meddelades det att produktionsbolagen Blumhouse Productions och Atomic Monster hade börjat utveckla en filmatisering.

## Spelupplägg
Matcherna i spelet kallas för trials. Överlevarnas mål är att lyckas fly genom att reparera fem av sju generatorer som finns utspridda i spelets banor för att driva två stora portar. Mördaren måste hänga alla överlevande på köttkrokar innan de flyr, vilket kommer att leda till att de offras till The Entity. Om bara en överlevande återstår öppnas en "escape hatch" (flyktlucka) på en slumpmässig plats någonstans på banan; om mördaren stänger luckan eller om en port har öppnats börjar den två minuter långa ”Endgame Collapse” (slutspelskollapsen), med en timer som förlängs om det finns några osårade eller krokade överlevare kvar. När timern är slut offras alla återstående överlevare omedelbart till The Entity.
När mördaren jagar överlevare måste han fånga dem genom att antingen slå dem med sitt vapen två gånger och plocka upp dem från marken medan de är i "the dying state" (döende tillståndet). Ett slag skadar överlevare och ett andra slag försätter dem i det döende tillståndet); mördaren kan också ta dem genom att fånga dem oväntat när de interagerar med föremål, som generatorer. Även om överlevare kan försöka dra sig loss från kroken första gången de blir spetsade, är det bara 4 % chans att lyckas och misslyckade försök leder till en snabbare död. De kan också räddas av andra överlevande. Om de krokas fast en andra gång går de in i en fas där de måste motstå The Entitys försök att ta dem ur spelet genom att utföra färdighetskontroller (skillchecks) tills de antingen dödas eller räddas. Om de krokas fast en tredje gång kommer de att offras direkt.
Överlevarnas rörelsealternativ består av att springa, gå, huka eller krypa om de är i det döende tillståndet. De måste undkomma mördaren genom att försöka få mördaren att tappa deras spår eller genom att lyckas gömma sig. Mördaren kan spåra överlevare genom att leta efter deras Scratch Marks, röda rivmärken som överlevare lämnar på marken när de springer. De flesta mördare kan röra sig i en takt som är måttligt snabbare än överlevarna men som är långsammare i andra rörelser, till exempel att hoppa över hinder, vilket kan köpa överlevare mer tid. Överlevande kan kasta ner träpallar som är placerade på viktiga platser på banan, och om mördaren är tillräckligt nära pallen när den kastas ner kommer de att saktas ner för ett kort ögonblick.
Överlevarna kan sedan hoppa över den nedkastade pallen, men de flesta mördare kan inte det och måste antingen lägga tid på att bryta sönder pallen eller gå runt den. Mördaren har också en auraavläsningsförmåga som ständigt avslöjar var generatorer, krokar och ibland överlevare befinner sig. En betydande del av spelet kretsar kring jakter, där överlevare använder sin miljö och intelligens för att utmanövrera mördarna och fly från dem eller åtminstone köpa tid för andra överlevare att slutföra mål.
Överlevare kan låsa upp kistor för att hitta föremål eller ta med sig föremål i början av spelet, t.ex. kartor som visar var generatorerna finns, nycklar som kan användas för vissa auraavläsningsförmågor eller för att öppna en stängd utrymningslucka, verktygslådor för snabbare generatorreparationer, förstahjälpen-lådor för snabbare läkning och ficklampor som kan användas för att blända mördaren tillfälligt; som också, om mördaren bär på en överlevande, gör att den överlevande kan fly ur mördarens grepp.
Alla mördare har en personlig ”terrorradie” (terror radius) som omger dem, även om storleken på terrorradien varierar beroende på mördaren, mördarens krafter och vilka tillägg eller förmåner (perks) de kan ha. Överlevande i närheten hör ett hjärtslag, som ökar i intensitet ju närmare mördaren är. De kan också se ett rött ljus som strålar ut från mördarens huvud på marken, vilket avslöjar riktningen de är vända mot och kan hjälpa de överlevande att avgöra när mördaren är på väg att komma runt ett hörn. Vissa mördare har förmågan att dämpa sin terrorradie under vissa förhållanden, vilket gör att de kan överraska  överlevande.

## Tillägg och förmåner (Perks och Add-ons)
Överlevare och mördare har möjligheter att använda upp till fyra perks (förmåner) i sin utrustning, vilket ger deras karaktärer speciella förmågor. Förmånerna skiljer sig åt mellan mördare och överlevare; en överlevar-förmån får inte användas av mördare och vice versa. Exempel på överlevar-förmåner är högre hastighet när man springer, förmågan att läka sig själv utan första hjälpen, sabotage av krokar utan verktygslåda. Exempel på mördar-förmåner är att se överlevarnas aura genom väggar, förhindra att generatorer repareras, skada generatorer snabbare, påskynda återhämtningen från en missad attack med sitt vapen. Varje mördare har sin egen unika kraft som kan ändras med hjälp av tillägg (add-ons) som finns i spelet.
Varje specifik karaktär har en egen uppsättning av tre perks som är unika för dem. Förmåner, tillägg och föremål kan låsas upp via Bloodweb (blodsnätet), ett uppgraderingsfält där man spenderar spelets valuta bloodpoints (blodspoäng).

## Nedladdningsbart innehåll
Från april 2025 har spelet totalt 42 individuella DLC-utgåvor. De flesta DLC-utgåvor innehåller både en ny överlevare och mördare, med undantag för elva där endast en karaktär introducerades och fyra där tre andra karaktärer introducerades. 24 av de DLC:er som släppts har också introducerat nya banor som är tillgängliga för alla spelare. Allt innehåll kan köpas antingen med pengar eller i spelbutiken som lades till i spelet i juni 2018. Icke-licensierade karaktärer (karaktärer som Behaviour Interactive skapat) och kosmetiska föremål kan köpas gratis med en spelvaluta som kallas iridescent shards.  Före lanseringen av varje DLC blir en Public Test Build (PTB) tillgänglig för spelare på PC, vilket gör det möjligt för utvecklarna att testa nytt innehåll och få feedback från communityn på större kommande förändringar och vad som behöver förbättras innan man släpper in det i spelet.
Förutom originalkaraktärer tar Dead by Daylight in karaktärer och banor från flera olika franchises. 20 av de DLC som släppts  innehåller licensierade mördare och överlevare från filmer, tv, anime och andra videospel. Spelets framgång har till stor del varit tack vare alla samarbeten med dessa franchises, som har gett det smeknamnet "skräckens hall of fame" på grund av dess stora lista av skräckikoner från populärkultur.
Förutom DLC har andra samarbeten resulterat i att endast kosmetiska föremål har lagts till i spelet för att användas till att klä ut sina befintliga karaktärer och få dem att likna sina motparter från sagda franchiser (kallas för collab). Några av dessa är följande: 
- Attack On Titan
- Junji Ito
- Nicholas Cage
- PlayerUnknown's BattleGrounds
- Rainbow Six Siege
- Iron Maiden
- Slipknot
- Naughty Bear

## Lista av DLC
Denna symbol representerar licensierade karaktärer.
| Titel                     | Släpptes              | Mördare                    | Överlevare)                     | Bana                                                              | Ref.   |
| ------------------------- | --------------------- | -------------------------- | ------------------------------- | ----------------------------------------------------------------- | ------ |
| The Last Breath           | 19 augusti, 2016      | The Nurse                  | Nea Karlsson                    | Disturbed Ward (Crotus Prenn Asylum)                              | [ 1 ]  |
| Halloween                 | 25 oktober, 2016      | The Shape                  | Laurie Strode                   | Lampkin Lane (Haddonfield)                                        | [ 2 ]  |
| Of Flesh and Mud          | 8 december, 2016      | The Hag                    | Ace Visconti                    | The Pale Rose (Backwater Swamp)                                   | [ 3 ]  |
| Left Behind               | 8 mars, 2017          | —                          | William "Bill" Overbeck         | —                                                                 | [ 4 ]  |
| Spark of Madness          | 11 maj, 2017          | The Doctor                 | Feng Min                        | Treatment Theatre (Léry's Memorial Institute)                     | [ 5 ]  |
| A Lullaby for the Dark    | 27 juli, 2017         | The Huntress               | David King                      | Mother's Dwelling (Red Forest)                                    | [ 6 ]  |
| Leatherface               | 14 september, 2017    | The Cannibal               | —                               | —                                                                 | [ 7 ]  |
| A Nightmare on Elm Street | 26 oktober, 2017      | The Nightmare              | Quentin Smith                   | Badham Preschool (Springwood)                                     | [ 8 ]  |
| Saw                       | 23 januari, 2018      | The Pig                    | David Tapp                      | The Game (Gideon Meat Plant)                                      | [ 9 ]  |
| Curtain Call              | 12 juni, 2018         | The Clown                  | Kate Denson                     | Father Campbell's Chapel (Crotus Prenn Asylum)                    | [ 10 ] |
| Shattered Bloodline       | 18 september, 2018    | The Spirit                 | Adam Francis                    | Family Residence (Yamaoka Estate)                                 | [ 11 ] |
| Darkness Among Us         | 11 december, 2018     | The Legion                 | Jeffrey "Jeff" Johansen         | Mount Ormond Resort (Ormond)                                      | [ 12 ] |
| Demise of the Faithful    | 19 mars, 2019         | The Plague                 | Jane Romero                     | Temple of Purgation (Red Forest)                                  | [ 13 ] |
| Ash vs Evil Dead          | 2 april, 2019         | —                          | Ashley "Ash" Williams           | —                                                                 | [ 14 ] |
| Ghost Face                | 18 juni, 2019         | The Ghost Face             | —                               | —                                                                 | [ 15 ] |
| Stranger Things           | 17 september, 2019[a] | The Demogorgon             | Steve Harrington, Nancy Wheeler | Underground Complex (Hawkins National Laboratory)                 | [ 16 ] |
| Cursed Legacy             | 3 december, 2019      | The Oni                    | Yui Kimura                      | Sanctum of Wrath (Yamaoka Estate)                                 | [ 17 ] |
| Chains of Hate            | 10 mars, 2020         | The Deathslinger           | Zarina Kassir                   | Dead Dawg Saloon (Grave of Glenvale)                              | [ 18 ] |
| Silent Hill               | 16 juni, 2020         | The Executioner            | Cheryl Mason                    | Midwich Elementary School (Silent Hill)                           | [ 19 ] |
| Descend Beyond            | 8 september, 2020     | The Blight                 | Felix Richter                   | —                                                                 | [ 20 ] |
| A Binding of Kin          | 1 december, 2020      | The Twins                  | Élodie Rakoto                   | —                                                                 | [ 21 ] |
| All-Kill                  | 30 mars, 2021         | The Trickster              | Yun-Jin Lee                     | —                                                                 | [ 22 ] |
| Resident Evil             | 15 juni, 2021         | The Nemesis                | Leon S. Kennedy, Jill Valentine | Raccoon City Police Station (Raccoon City)[b]                     | [ 23 ] |
| Hellraiser                | 7 september, 2021[a]  | The Cenobite               | —                               | —                                                                 | [ 24 ] |
| Hour of the Witch         | 18 oktober, 2021      | —                          | Mikaela Reid                    | —                                                                 | [ 25 ] |
| Portrait of a Murder      | 30 november, 2021     | The Artist                 | Jonah Vasquez                   | Eyrie of Crows (Forsaken Boneyard)                                | [ 26 ] |
| Sadako Rising             | 8 mars, 2022          | The Onryō                  | Yoichi Asakawa                  | —                                                                 | [ 27 ] |
| Roots of Dread            | 7 juni, 2022          | The Dredge                 | Haddie Kaur                     | Garden of Joy (Withered Isle)                                     | [ 28 ] |
| Resident Evil: Project W  | 30 augusti, 2022      | The Mastermind             | Ada Wong, Rebecca Chambers      | Raccoon City Police Station East Wing/West Wing (Raccoon City)[b] | [ 29 ] |
| Forged in Fog             | 22 november, 2022     | The Knight                 | Vittorio Toscano                | Shattered Square (Decimated Borgo)                                | [ 30 ] |
| Tools of Torment          | 7 mars, 2023          | The Skull Merchant         | Thalita Lyra, Renato Lyra       | —[c]                                                              | [ 31 ] |
| End Transmission          | 13 juni, 2023         | The Singularity            | Gabriel Soma                    | Toba Landing (Dvarka Deepwood)                                    | [ 32 ] |
| Nicolas Cage              | 25 juli, 2023         | —                          | Nicolas Cage                    | —                                                                 | [ 33 ] |
| Alien                     | 29 augusti, 2023      | The Xenomorph              | Ellen Ripley                    | Nostromo Wreckage (Dvarka Deepwood)                               | [ 34 ] |
| Chucky                    | 28 november, 2023     | The Good Guy               | —                               | —                                                                 | [ 35 ] |
| Alan Wake                 | 30 januari, 2024      | —                          | Alan Wake                       | —                                                                 | [ 36 ] |
| All Things Wicked         | 12 mars, 2024         | The Unknown                | Sable Ward                      | Greenville Square (Withered Isle)                                 | [ 37 ] |
| Dungeons & Dragons        | 3 juni, 2024          | The Lich                   | Aestri Yazar, Baermar Uraz      | Forgotten Ruins (Decimated Borgo)                                 | [ 38 ] |
| Tomb Raider               | 16 juli, 2024         | —                          | Lara Croft                      | —                                                                 | [ 39 ] |
| Castlevania               | 27 augusti, 2024      | The Dark Lord              | Trevor Belmont                  | —                                                                 | [ 40 ] |
| Doomed Course             | 28 november, 2024     | The Houndmaster            | Taurie Cain                     | —[d]                                                              | [ 41 ] |
| Tokyo Ghoul               | 2 april, 2025         | The Ghoul                  | —                               | —                                                                 | [ 42 ] |
| Steady Pulse              | 6 maj, 2025           | —                          | Orela Rose                      | —                                                                 | [ 43 ] |
| Five Nights at Freddy's   | 17 juni, 2025         | Springtrap/The Animatronic | —                               | Freddy Fazbear's Pizza (Withered Isle)                            | [ 44 ] |
| The Walking Dead          | 29 juli, 2025         | —                          | Rick Grimes, Michonne Grimes    | Fallen Refuge (Withered Isle)                                     | [ 45 ] |

## Kulturell påverkan
Sen dess release har spelet blivit populärt, främst i Japan, då oftast de japanska DLC:s i spelet lockar till sig spelare därifrån, därigenom har Dead By Daylight blivit en av de mest populära spelen i Japan. Vid sin release möttes spelets av blandad kritik, som berömde den obehagliga atmosfären, men kritiserade dess föråldrade grafik och klumpiga system. Men efter det har spelet förbättrat både grafik och system. Unreal Engine 5 lades till som spelets nya motor i slutet av 2024. Det har bland annat sagts om spelet:
"Under de åren sedan Behaviour Interactive släppte Dead by Daylight har spelet utvecklat knivskarpa mekaniska intriger, en ultrakomplex väv av mångsidiga strategier och en mångsidig uppsättning karaktärer, var och en utrustad med relativa styrkor och svagheter."
Spelet har över 60 miljoner spelare världen över.

## Lista
Denna lista visar alla DLC:s och nedladdningsbart innehåll som hittills har släppts:
 Denna symbol står på alla licensierade karaktärer.